# Monferran-Plavès
Monferran-Plavès è un comune francese di 129 abitanti situato nel dipartimento del Gers nella regione dell'Occitania.

## Società

### Evoluzione demografica
Abitanti censiti